# Jednostka motoryczna

Jednostka motoryczna.
(1) – akson motoneuronu wychodzący z rogu przedniego w rdzeniu kręgowym
(2) – synapsa nerwowo-mięśniowa
(3) – pojedyncze włókno mięśniowe
(4) – przekrój poprzeczny przez włókno mięśniowe, widoczne pojedyncze miofibryle (włókienka mięśniowe)

Jednostka motoryczna (Sherringtona) – pojedynczy motoneuron wraz ze wszystkimi włóknami mięśniowymi, które unerwia. Pojedynczy mięsień jest zazwyczaj unerwiany przez wiele jednostek motorycznych, tworzących razem pole motoryczne.
Ciała komórkowe motoneuronów leżą w rogu przednim (brzusznym) rdzenia kręgowego, a ich aksony opuszczają rdzeń kręgowy poprzez korzeń brzuszny, następnie biegną wewnątrz nerwu rdzeniowego do mięśni i tworzą synapsy (zwane płytkami nerwowo-mięśniowymi) na włóknach mięśniowych. Jeden motoneuron może unerwiać od sześciu do kilku tysięcy włókien mięśniowych.

## Typy jednostek motorycznych
| Wolne jednostki motoryczne                             | Szybkie jednostki motoryczne                         |
| ------------------------------------------------------ | ---------------------------------------------------- |
| zawierają czerwone, wolno męczące się włókna mięśniowe | zawierają białe, szybko męczące się włókna mięśniowe |
| aksony o małej średnicy, powoli przewodzące impulsy    | aksony o dużej średnicy, szybko przewodzące impulsy  |
| 10–20 impulsów na sekundę                              | 30–60 impulsów na sekundę                            |
| rozwijają siłę maksymalną w ciągu ok. 50 ms            | rozwijają siłę maksymalną w ciągu ok. 5–10 ms        |

Właściwości włókien mięśniowych i jednostki motorycznej, która je unerwia, są do siebie dopasowane. Dopasowanie to jest wynikiem działania motoneuronu na włókna mięśniowe. W przypadku odnerwienia włókien mięśniowych i ponownego unerwienia zakończeniami aksonu jednostki innego typu następuje przekształcenie się włókien nerwowych.